# سازمان صنایع ملی ایران
سازمان صنایع ملی ایران در جهت اجرای قانون حفاظت و توسعه صنایع ایران، پس از مصادره اموال ۵۱ سرمایه دار بزرگ کشور و به استناد آیین‌نامه اجرایی آن مصوب هیأت وزیران مورخ ۱۳۵۸٫۵٫۲۰ تأسیس گردید و شورای انقلاب جمهوری اسلامی ایران اساسنامه سازمان صنایع ملی ایران را بنا به پیشنهاد وزارت صنایع و معادن، در جلسه مورخ ۵۸٫۹٫۱۷ تصویب نمود.
سرانجام این سازمان با مصوبه هیأت وزیران در سال ۱۳۸۱ منحل و به شرکت‌ها و زیرمجموعه‌های کوچکتر تبدیل گردید.